# Kengerlinski rajon
Kengerlinski rajon (azerski: Kəngərli rayonu) je jedan od 66 azerbajdžanskih rajona. Kengerlinski rajon se nalazi na jugozapadu Azerbajdžana unutar Nahičevanske Autonomne Republike na granici s Armenijom i Iranom. Središte rajona je Kivrak. Površina Kengerlinskog rajona iznosi 682 km². Prema popisu stanovništva Džulfinski rajon ima oko 31.800 stanovnika.
Kengerlinski rajon se sastoji od 11 općina.